# Порпес
Заливът Порпес (на английски: Porpoise Bay) е залив в югоизточната акватория на Индоокеанския сектор на Южния океан, край бреговете на Източна Антарктида, Бреговете БАНЗАРЕ и Клари на Земя Уилкс. Ширина на входа между носовете Гуденаф (66°15′ ю. ш. 126°18′ и. д. / 66.25° ю. ш. 126.3° и. д.) на запад и Морж (66°15′ ю. ш. 130°15′ и. д. / 66.25° ю. ш. 130.25° и. д.) на изток 170 km, вдава се в континента на 90 km. Бреговата му линия е слабо разчленена, като по западното му крайбрежие са разположени по-малките заливи Лавров и Жиленко. От юг в него се „влива“ големия долинен ледник Фрост, а от изток – по-малкия долинен ледник Сандфорд.
Заливът е открит през февруари 1840 г. от американската околосветска експедиция (1832 – 42), възглавявана от Чарлз Уилкс, който наименува новооткрития залив в чест на брига „Порпес“, един от корабите на флотилията. През 1946 – 47 г. е картиран на базата на направените аерофотоснимки от американската антарктическа експедиция под ръководството на адмирал Ричард Бърд, а бреговете му са детайлно дозаснети и картирани от 1-вата съветска антарктическа експедиция през 1956 – 57 г.